# Если он уйдёт
«Если он уйдёт» — десятый студийный альбом российской певицы Анжелики Варум, выпущенный 28 ноября 2009 года на лейбле «Квадро-Диск». Над альбомом работали авторы Нурлан Мамбетов и Сергей Плигин, сама Варум также принимала участие в написании песен.

## Отзывы критиков
Рецензент портала Musecube заявил, что, вопреки обещаниям, ничего нового Варум не открыла и супер-саунда не выдала, лишь лёгкие блюзовые интонации, тоскливые тексты про тающие кубики льда, говорящую луну и про рай. Он отметил только заглавную песню «Если он уйдет», оказавшуюся, по его мнению, неожиданной не только для поклонников Варум, но и для тех, кому она абсолютно параллельна.
Автор сайта «МирМэджи» также написал, что рокове, необычное звучание первого сингла «Если он уйдёт» — всего лишь качественный пиар, а вышедший альбом показал, что никаких изменений с певицей не произошло. Однако он отметил, что представленная музыка не так уж и плоха. Во-первых, как он считает, Анжелика поёт свободно, непринуждённо, а во-вторых чувствуется, что ей близка лёгкая, не нагруженная звуками музыка. Из минусов он отметил песню «Рай», в которой бесконечное наложение эффектов, многоголосье, тюнирование и флэнжирование смешиваются и в какой-то момент создаёт ощущение хаоса.

## Список композиций
| №   | Название           | Текст песни                   | Музыка          | Длительность |
| --- | ------------------ | ----------------------------- | --------------- | ------------ |
| 1.  | «Скажу тебе „Да“»  | Карен Кавалерян               | Нурлан Мамбетов | 3:45         |
| 2.  | «Рай»              | Анжелика Варум                | Нурлан Мамбетов | 4:22         |
| 3.  | «Не уходи»         | Артём Уланов                  | Нурлан Мамбетов | 4:19         |
| 4.  | «Она»              | Анжелика Варум                | Нурлан Мамбетов | 4:51         |
| 5.  | «День опять погас» | Анжелика Варум                | Нурлан Мамбетов | 4:03         |
| 6.  | «Давай забудем»    | Сергей Плигин, Анжелика Варум | Нурлан Мамбетов | 3:56         |
| 7.  | «Мой мир»          | Сергей Плигин                 | Нурлан Мамбетов | 3:16         |
| 8.  | «Если он уйдет»    | Анжелика Варум                | Нурлан Мамбетов | 3:40         |
| 9.  | «Этюд»             |                               | Михаил Варум    | 2:30         |
| 10. | «Луна»             | Сергей Плигин                 | Нурлан Мамбетов | 3:16         |

## Участники записи
- Анжелика Варум — вокал
- Нурлан Мамбетов — гитара, бас, аранжировка, бэк-вокал
- Александр Поленов — родес-пиано (1)
- Альберт Федосеев — фортепиано (5)
- Михаил Варум — фортепиано (9)
- Алсу Хакимуллина — скрипка (5)
- Дарья Богословская — виолончель (5)
- Николай Ростов — аранжировка
- Вадим Лосев — звукорежиссер, сведение
- Игорь Лалетин — звукорежиссер, сведение
- Станислав Карякин — мастеринг
- Юрий Богомаз — фото, оформление

Запись произведена в студиях «Music Records» и «Салам».

## История релиза
| Регион  | Дата           | Лейбл             | Каталожный код | Формат                      | Ист.  |
| ------- | -------------- | ----------------- | -------------- | --------------------------- | ----- |
| Россия  | 28 ноября 2009 | Квадро-Диск       | KTL09-179      | Компакт-диск                | [ 4 ] |
| Украина | 28 ноября 2009 | Квадро-Диск       | KTL09-179      | Компакт-диск                | [ 4 ] |
| Мир     | 29 января 2013 | Kvadro-Publishing | 3610152335331  | Цифровая загрузка, стриминг | [ 5 ] |